# Молочна Путь сяйлива сестро (поезія)

«Молочна Путь сяйлива сестро...» - вірш Гійома Аполлінера із збірки «Алкоголі. Вірші 1898—1913рр.», де зображено тугу поета, яку викликає сучасне йому людство.

## Образна система
У вірші автор подає трагічну картину світу: людство прямує у безодню, бо позбавлене духовної мети.
|  | «царі скажені як ножі»,. |

|  | «жінки-зірки що не любили»,. |

|  | «старий принц-регент Луїтпольд Намісник королів безумних». |

|  | «пустеля нелюдима». |

|  | «блудні вогні». |

|  | «вітри гули без заборол». |

|  | «плив човен повен баркарол ячав присмертно лебедино». |

|  | Снують трамваї без упину... Кафе паризькі п'яні в дим Сифонів шип і шик гарсонів Гудуть на тисячу ладів.... |

| Я я що знаю всі рефрени Жалі-плачі моїх років Рабів моління до мурени Нелюбого похмурий спів . В останній строфі утверджується ідея вірша — високе призначення мистецтва в сучасному світі. 1. 2. 3. 4. 5. - О. М. Ніколенко, Ю. В. Бардакова Гійом Аполлінер Райнер Марія Рільке «Ранок», 2003. — 266 ст. - Наливайко Д. Статті «Панорама французької поезії від Аполлінера до Превера» - Стихи// Лившиц Б. От романтиков до сюрреалистов. Л.: Время, 1934, с.112-123. - Гійом Аполлінер - Алкоголі. Вірші 1898 — 1913 |